# Lamin Bojang (Politiker, 1969)
Lamin Sutu Bojang (auch genannt General (Lamin) Bojang; * 5. Januar 1969 in Brufut; † 29. März 2025 in Banjul) war gambischer Offizier, Diplomat und Politiker.
Bojang besuchte zunächst die Brufut Primary school von 1975 bis 1984 und anschließend bis 1989 die St. Peter's High School und das Gambia College von 1989 bis 1992. Er machte einen Abschluss als staatlich anerkannter Krankenpfleger. Nach seinem Studium der öffentlichen Verwaltung und des Managements am Ghana Institute for Management and Public Administration (GIMPA) trat er der Gambia National Army (GNA) bei und stieg im April 2008 zum Kommandeur der Staatsgarde auf, als er zum Oberstleutnant befördert wurde. Weitere Beförderungen zum Oberst (Juli 2009) und Brigadegeneral (Dezember 2009) folgten. Er wurde zum stellvertretenden Kommandeur der GNA ernannt (Oktober 2009) und war Stabschef der Armee, als er im Februar 2012 (unfreiwillig) in den diplomatischen Dienst entsandt wurde, zunächst als Generalkonsul in Saudi-Arabien und dann als stellvertretender Missionsleiter in Russland.
Im Oktober 2019 gab die Gambia Action Party (GAP) bekannt, dass Bojang ihr Kandidat für die Präsidentschaftswahl 2021 sein würde. Er wurde jedoch im Juli 2020 ausgeschlossen, nachdem Nacktvideos von ihm in den sozialen Medien veröffentlicht worden waren. Anschließend gründete er eine neue politische Partei, die Alliance for National Re-orientation and Development (ANDR). Die Independent Electoral Commission (IEC) lehnte seine Nominierung als Wahlkandidat jedoch ab, da sie nicht die Namen von mindestens 5.000 registrierten Wählern eingereicht hatte. Bojang focht die Entscheidung zunächst an, akzeptierte sie dann aber.
Im Februar 2023 wurde er zum Verteidigungsattaché an der gambischen Botschaft in Guinea-Bissau ernannt und trat im August als Parteivorsitzender zurück. Im Juli 2023 reichte die United Democratic Party (UDP) beim Obersten Gerichtshof Klage gegen seine Ernennung und die von vier weiteren Personen in den diplomatischen Dienst ein; das Verfahren wurde im März 2024 eröffnet.
Bojang verstarb nach kurzer Krankheit im März 2025, im Edward Francis Small Teaching Hospital in Banjul.